# Curry Cabral
José Curry da Câmara Cabral (Lisboa, 4 de maio de 1844 — Lisboa, 18 de maio de 1920), mais conhecido por Curry Cabral, foi um médico, lente de medicina da Escola Médico-Cirúrgica de Lisboa e um dos mais afamados investigadores e professores portugueses na área das ciências médicas. Foi presidente da Sociedade das Ciências Médicas de Lisboa, sócio correspondente da Academia Real das Ciências de Lisboa e vogal do Conselho Superior de Instrução Pública. Foi homenageado na designação do Hospital Curry Cabral.

## Biografia
José Curry da Câmara Cabral nasceu na freguesia de São Mamede, em Lisboa, a 4 de maio de 1844, filho de Alberto Curry da Câmara Cabral, natural de Horta, e de sua mulher, Mariana Adelaide Henriqueta Runquist, natural de Lisboa, freguesia de Santa Isabel. O pai pertencia a uma família de origem inglesa que na pessoa de Andrew Curry, seu tetravô, se fixara nos Açores no século XVIII, tendo-se ligado a algumas das mais influentes famílias locais, com destaque para os Arriaga. A mãe tinha ascendência sueca, por parte do pai, e inglesa, por parte da mãe.
Residiu quase toda a vida em Lisboa, onde se matriculou na respectiva Escola Médico-Cirúrgica em 1864, tendo, depois dum curso distinto, defendido a sua teses inaugural a 23 de julho de 1869, apresentando um trabalho intitulado As feridas articulares e a cirurgia conservadora, a propósito de um caso observado na enfermaria de clínica da Escola Médico-Cirúrgica de Lisboa, que depois foi publicado.
Obtida a licenciatura, Curry Cabral iniciou a 7 de fevereiro de 1870 actividade profissional no Hospital de São José, em Lisboa, exercendo as funções de cirurgião do banco de urgências, passando, a 10 de dezembro de 1874, às funções de cirurgião extraordinário. 
A 25 de fevereiro de 1870, aos 26 anos, num oratório privado da freguesia Matriz de Horta, mas com registo na paróquia de Angústias, contraiu matrimónio com uma tia, meia-irmã de seu pai, Maria Adelaide Street Curry, de 28 anos, filha de seu avô paterno José Curry da Câmara Cabral e de sua segunda mulher, Bárbara Joaquina Street, esta última de ascendência inglesa. Do seu casamento não nasceram filhos.

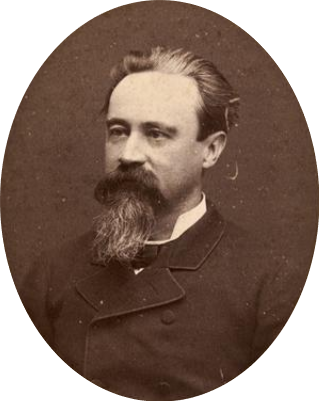
José Curry da Câmara Cabral, fotografado por Alfred Fillon (1877).

A 2 de julho de 1885 foi nomeado director da enfermaria, até atingir em 1900 o cargo de enfermeiro-mor, a que correspondia a direcção clínica daquele hospital. Como enfermeiro-mor, Curry Cabral, reformou o sistema administrativo daquele hospital, levando à aprovação de um novo regulamento para os internamentos, que vigorou em todos os hospitais portugueses. Para além do seu trabalho no Hospital de São José, foi ainda cirurgião-mor de enfermaria nos hospitais de Santa Quitéria e de D. Estefânia.
Entretanto iniciou a sua carreira académica, sendo nomeado por decreto de 11 de dezembro de 1873, após concurso, preparador e conservador do Museu de Anatomia da Escola Médico-Cirúrgica de Lisboa. Exerceu aquele cargo até 10 de fevereiro de 1876, data em que foi nomeado lente substituto da secção cirúrgica daquela Escola, ingressando assim na respectiva docência. 
Como docente da Escola Médico-Cirúrgica de Lisboa foi promovido a lente proprietário da secção cirúrgica, por decreto de 8 de novembro de 1876, sendo-lhe confiada a regência da cadeira de Anatomia Patológica, vaga pela transferência do lente António Maria Barbosa, um conterrâneo faialense. Mais tarde, aquando da jubilação do professor Barbosa, a 21 de novembro de 1889, Curry Cabral pediu transferência para a cadeira de Medicina Operatória, o que obteve de imediato.
Publicou numerosas obras de natureza científica e académica, tendo sido um dos redactores da revista Medicina Contemporânea, um hebdomadário de ciências médicas que se publicou em Lisboa no ano de 1883. A sua fama como cientista e como professor de ciências médicas levou a que fosse de feito membro de várias associações científicas, nacionais e estrangeiras, entre as quais da Societé d'Hygiene de Paris, e eleito sócio correspondente da Academia Real das Ciências de Lisboa. Entre 1898 e 1900 foi presidente da Sociedade das Ciências Médicas de Lisboa. Exerceu também as prestigiosas funções de vogal do Conselho Superior de Instrução Pública. 
Curry Cabral colaborou em diversas publicações periódicas, nomeadamente no singular periódico Lisboa creche: jornal miniatura  (1884) e nas revistas Brasil-Portugal (1899-1914) e Serões (1901-1911).
No campo da actividade sócio-profissional foi vice-presidente da comissão de propaganda da Assistência Nacional aos Tuberculosos, presidente da subcomissão de divulgação, e vogal do conselho central da mesma Sociedade. Foi também vogal do Conselho Superior de Higiene.
Foi o principal impulsionador da instalação em Lisboa de um hospital para tuberculosos e outros pacientes de doenças infecto-contagiosas. Aquele hospital, ainda hoje conhecido popularmente como Hospital do Rego, foi erguido no local onde assentou o Convento das Convertidas de Nossa Senhora do Rosário, de religiosas franciscanas, fundado depois de 1768. Inaugurado em 1906, por obra do governo de Hintze Ribeiro, com o nome de Hospital do Rego, aquela instituição deu origem ao actual Hospital Curry Cabral, assim denominado, no ano de 1929, em homenagem ao Professor José Curry da Câmara Cabral.
Curry Cabral foi agraciado em 1904 com a comenda da Ordem de Santiago da Espada. Foi um clínico de prestígio, considerado a par de Sousa Martins, Manuel Bento de Sousa e Oliveira Feijão, uma das mais ilustres figuras da medicina portuguesa dos inícios do século XX.
Faleceu a 18 de maio de 1920, aos 76 anos, em Lisboa, freguesia de São Mamede, na sua residência, o primeiro andar do número 27 da Rua da Escola Politécnica, sendo a causa de morte apresentada como amolecimento cerebral (encefalomalacia). Encontra-se sepultado em jazigo de família, no Cemitério dos Prazeres, em Lisboa.

## Obras
Além de numerosos artigos e comunicações científicas, em periódicos da especialidade, publicou, entre outras, as seguintes obras: 
- Valor do methodo numerico na medicina em geral, e particularmente na cirurgia, dissertação de concurso, Lisboa, 1875.
- Especialidade nas doenças, Lisboa, 1876.
- Discurso recitado na sessão solemne da Escola Medico-Cirurgica de Lisboa, 1877.
- As feridas articulares e a cirurgia conservadora, a proposito de um caso observado na enfermaria de clinica da Escola Medico-Cirurgica de Lisboa, Lisboa, 1869.
- Questão de peritos. A medicina legal no processo de Joanna Pereira (em colaboração com Manuel Bento de Sousa e José Tomás de Sousa Martins), 1878.
- Elogio histórico do professor Manoel Bento de Souza, Typ. do Dia, Lisboa, 1899.
- Homenagem à memória do professor António Bento Ribeiro Viana, Imp. Nacional, Lisboa, 1894.
- Hospital Real de São José e Anexos. Desde 7 de Janeiro de 1901 a 5 de Outubro de 1910, A Editora, Lda., Lisboa, 1915.